# Каламарья
Каламарья́ (греч. Καλαμαριά)  — город в Греции, южный пригород Салоники. Расположен на высоте 35 метров над уровнем моря, у мыса Микро-Эмволон (Микро-Карабурну), на берегу бухты Тесалоники залива Термаикос Эгейского моря, в 7 километрах к югу от центра Салоник и в 7 километрах к северу от международного аэропорта «Македония». Административный центр одноимённой общины (дима) (Δήμος Καλαμαριάς) в периферийной единице Салоники в периферии Центральная Македония. Население 91 518 жителей по переписи 2011 года. Площадь 6,401 квадратного километра. Плотность 14 260,12 человека на квадратный километр. Димархом на местных выборах 2019 года избран Яннис Дардаманелис (Γιάννης Δαρδαμανέλης).

## История
Территория Каламарьи была заселена человеком с древнейших времен, о чем свидетельствуют археологические находки близ мыса Карабурнаки. Название Каламарья впервые упоминается в 1083 году для обозначения местности к юго-востоку от Салоник и происходит от более раннего византийского топонима Кали-Мерья (Καλή Μεριά). Во времена османского владычества в состав нахии Каламарья входили земли вдоль восточного берега залива Термаикоса от юго-восточной окраины Салоник до полуострова Касандра. В целом, в византийский и османский периоды район был мало заселен.
В 1920 году в современной Каламарьи поселилась группа беженцев из Понта, что послужило толчком к развитию поселения. После Малоазийской катастрофы 1922 года и греко-турецкого обмена населением масштабы переселений приняли массовый характер, в город Салоники приехало более 100 тысяч человек, которые расселились в основном по пригородам. В Каламарьи, расположенной на берегу залива Термаикос, стремились обосноваться переселенцы из прибрежных районов Малой Азии, жители рыбацких селений. На новой родине они стремились заработать на жизнь привычным трудом. Многие из вновь основанных поселков Каламарьи получили названия по родным местам переселенцев: Неа-Крини (по Чешме), Катирли (по Катырлы), Кури, Неа-Арецу (по Дарыджа), Деркон, Хилис. Выходцы из Понта селились в центральной части Каламарьи.
До 1943 года город входил в общину (дим) Салоники. 1 января 1943 года каламария была выделена в самостоятельную административно-территориальную единицу в составе нома Салоники. Во второй половине XX века и в начале XXI века Каламарья активно развивалась, ее население активно росло, как в процессе урбанизации территории к востоку от Салоник, так и за счет переселенцев из бывшего СССР.
Омывается на две трети Эгейским морем, протяжённость береговой линии 6,5 километров. Каламарья разделяется на десять географических районов, названия многих из которых напоминают об утраченной родине в Малой Азии: Неа-Крини, Неа-Трапезунда, Карабурнаки, Кури, Катирли, Арецу, Айос-Иоанис, Визандио, Айос-Пентелеимон, Воци, Финикас. 
В Каламарии расположено кладбище, где похоронены многие русские белоэмигранты.

## Спорт
Здесь действует футбольный клуб «Аполлон Понту».

## Население
| Год  | Население, человек |
| ---- | ------------------ |
| 1991 | 80 991             |
| 2001 | 90 096             |
| 2011 | ↗ 91 518           |

## Уроженцы
- Йоргос Андреадис - Греческий писатель понтийского происхождения.

## Города-побратимы
- Саранда
- Димитровград
- Пафос
- Липтовски-Микулаш
- Клируотер, Флорида